# Kasemattendeck

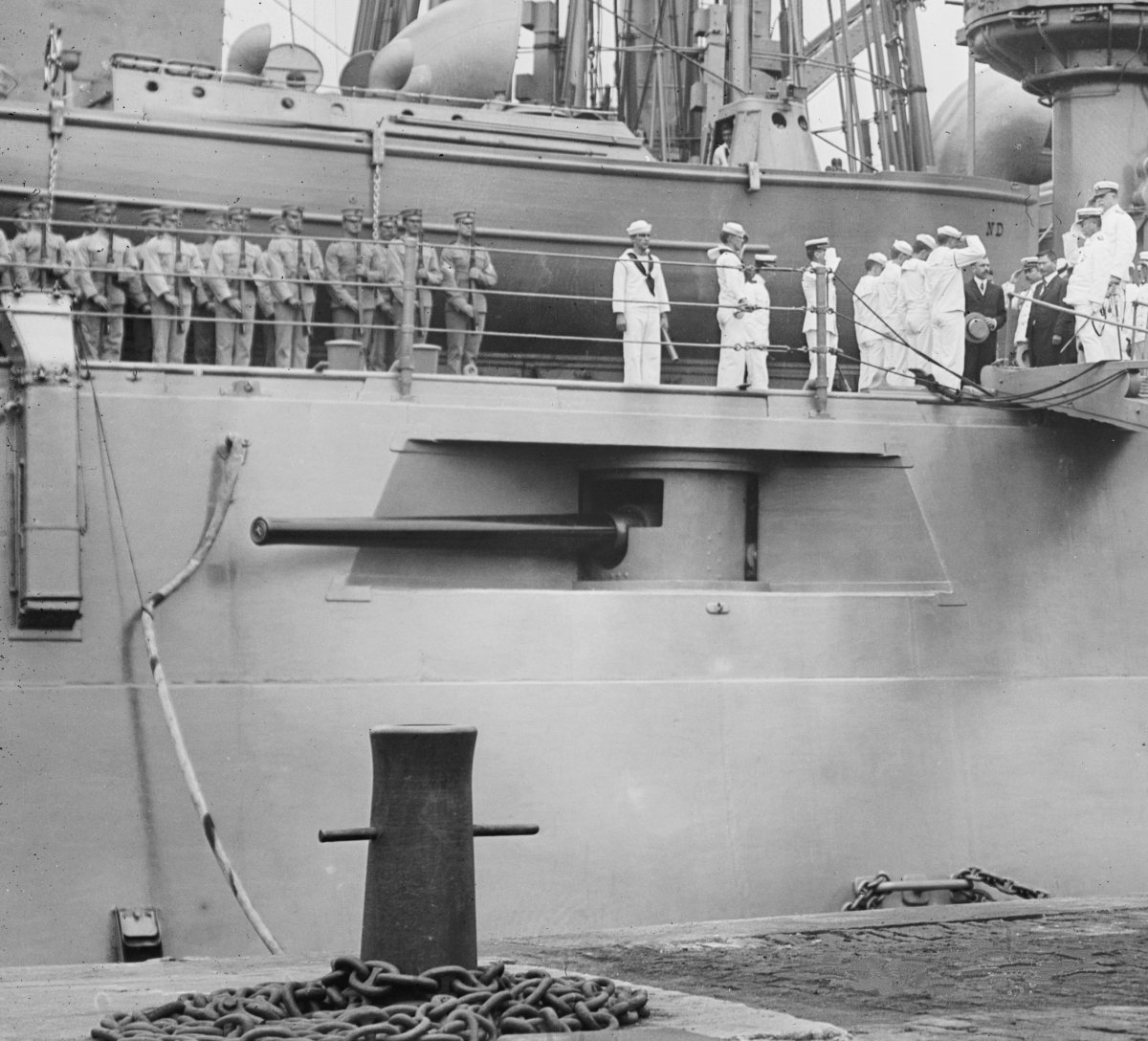
Geschütz in Schiffskasematte – hier USS North Dakota (BB-29) der Delaware-Klasse

Ein Kasemattendeck (Schiffskasematte) ist die Bezeichnung für gepanzerte Geschütze auf dem Deck eines Kriegsschiffes.

## Kasematten auf Kriegsschiffen
Kasematten waren bis einschließlich des Ersten Weltkrieges zur Unterbringung von Geschützen, zumeist der Mittelartillerie, fester Bestandteil von Kriegsschiffen, wie z. B. Linienschiffen bzw. Schlachtschiffen und Schlachtkreuzern. Entsprechend wurde das dafür vorgesehene Schiffsdeck als Kasemattendeck bezeichnet. Im Laufe der Entwicklung des modernen Panzerschiffes existierte auch der Typus des Kasemattschiffes, das sich durch in zentralen gepanzerten Kasematten aufgestellte Hauptgeschütze auszeichnete. Nach dem Ersten Weltkrieg ging man bei der Mittelartillerie wie bei den Geschützen der schweren Artillerie zur Aufstellung in Geschütztürmen über. Durch die hierdurch mögliche Rohrerhöhung konnte die Mittelartillerie – bei entsprechender Auslegung der Lafette dafür – effektiv für die Flugabwehr eingesetzt werden.
Kasematten-, Turm-, Bug-, Heck-, Breitseit-, Batterie-, Oberdecksgeschütze sind solche, die in Kasematten, in Panzertürmen der Landbefestigungen und Schiffe, im Bug, Heck, auf den Breitseiten, in der Batterie oder auf dem Oberdeck von Schiffen ihre Aufstellung finden.

## Kasemattgeschütz
Bei Schiffsbewaffnung und bei Festungen bezeichnet der Begriff Kasemattgeschütz, dass das Geschütz hinter einer Panzerwand aufgestellt ist und das Rohr durch eine bewegliche Schartenblende, die sich mit dem Geschütz mitdreht, nach außen geführt wird. Die zylindersegmentartige Form dieser Blende erweckt oft den Eindruck, es wäre ein kompletter Geschützturm in die Kasematte eingebaut, was aber fast nie der Fall war.